# Крестовоздвиженский собор (Соликамск)
Крестовоздвиженский собор — недействующий православный храм в городе Соликамске Пермского края, памятник церковной архитектуры конца XVII — начала XVIII века.

## Расположение храма
Храм расположен в историческом центре города и входит в ансамбль церквей, примыкающих к торговой площади города. Он расположен к северу от Троицкого, центрального городского собора, и стоящих рядом Воскресенской церкви и колокольни. При этом Троицкий собор располагается на возвышении, а Крестовоздвиженский — под горой, у берега реки Усолки. Эта разница ещё более подчеркивается относительно приземистыми пропорциями Крестовоздвиженского собора, что связано с его назначением — он был центральным тёплым храмом города.

## История
Построен на средства посадских людей в 1698—1709 годах на месте сгоревшего деревянного. Сильно пострадал от пожаров 1741 и 1743 годов и перестроен на свои средства купцом Суровцевым, эта перестройка изменила архитектурный облик храма.
В советское время храм использовался не по назначению, что нанесло ему существенный урон, но здание в целом и его наружный декор сохранились.

## Архитектура
Строители здания учли непрочность грунта в связи с близостью реки и построили его на фундаменте из мергелистого известняка, подошва фундамента лежит на продольных лежнях забитых в землю свай.
Храм расположен на низком подклете, который использовался для хранения товаров. Массивный кубовидный четверик храма перекрыт четырёхскатной крышей. Храм двухстолпный. Трапезная также двухстолпная, по длине несколько больше храма. Алтарная часть выполнена в виде трёх полукруглых абсид. В нижней части центральной абсиды алтаря расположен богато оформленный портал. Освещается храм через расположенные в один ярус окна — своеобразно выглядят глухие стены храма в верхней части, где обычно располагается второй ярус окон.
Храм богато декорирован с использованием специального лекального и фигурного кирпича. Орнамент необычно крупный и несколько тяжеловесный. Своеобразен декор верхней глухой части стен храма со сложными фигурными пальметтами. Важную роль в декоре стен играют большие киоты с килевидным верхом.

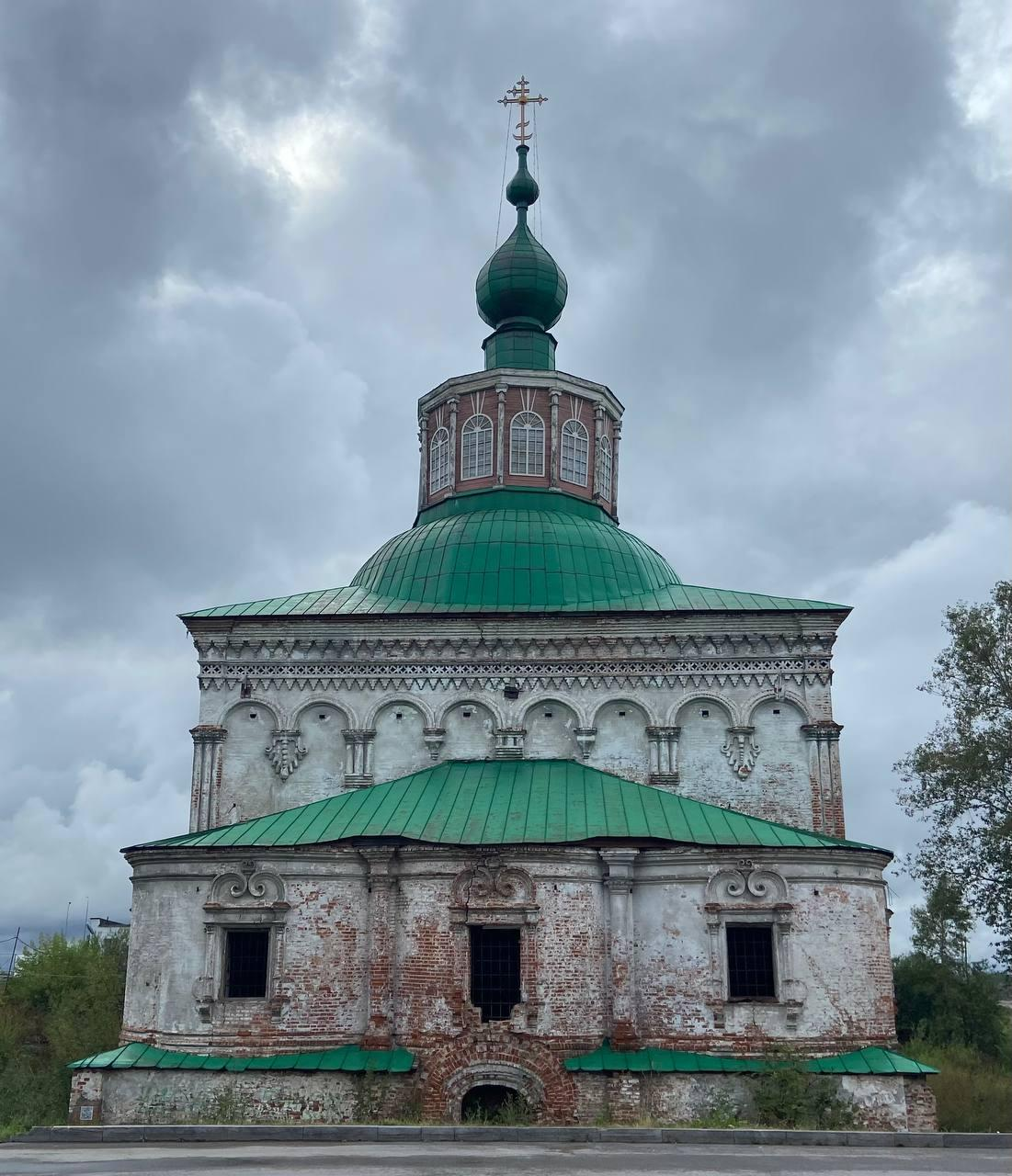
Вид с востока
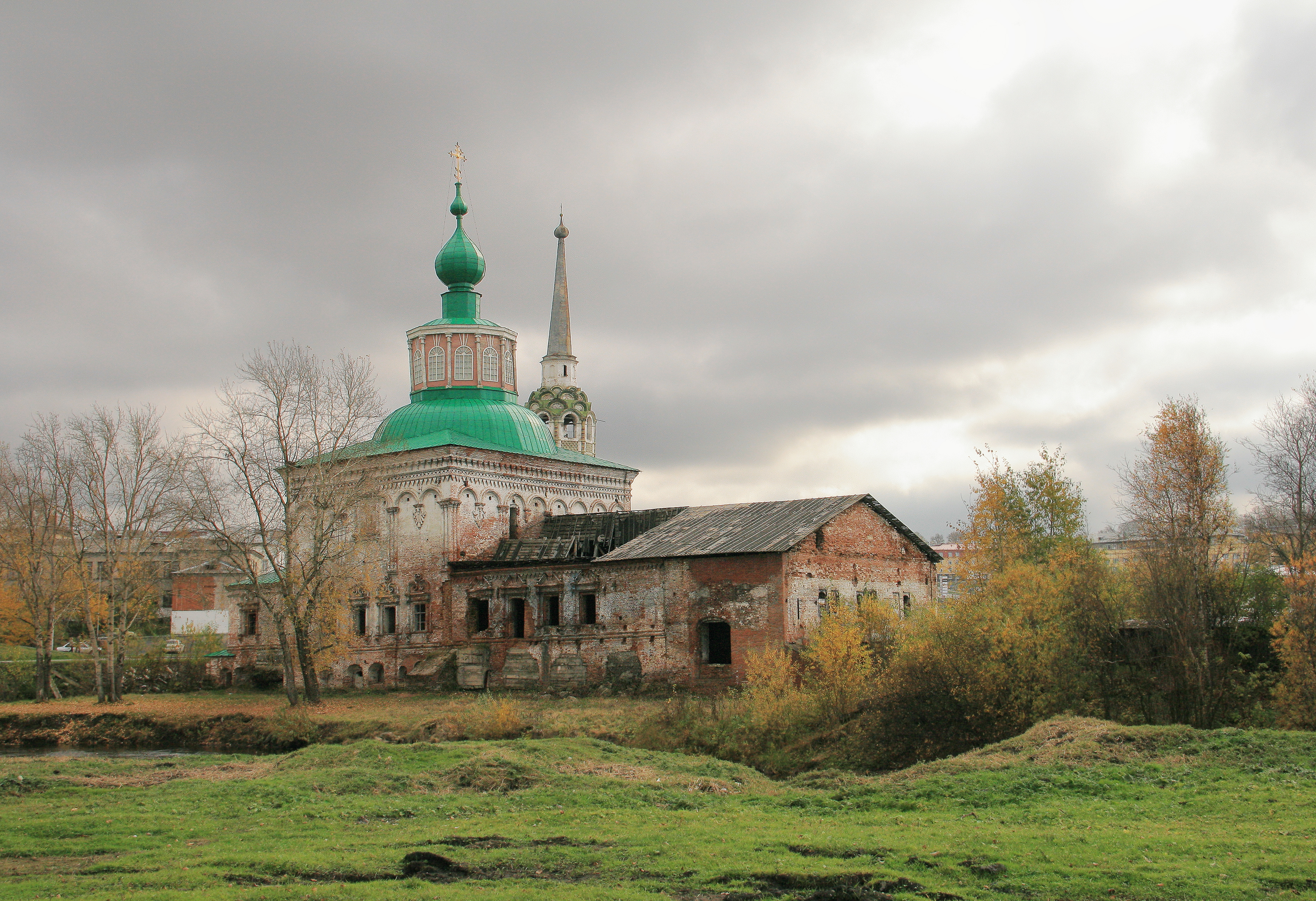
Вид с северо-запада
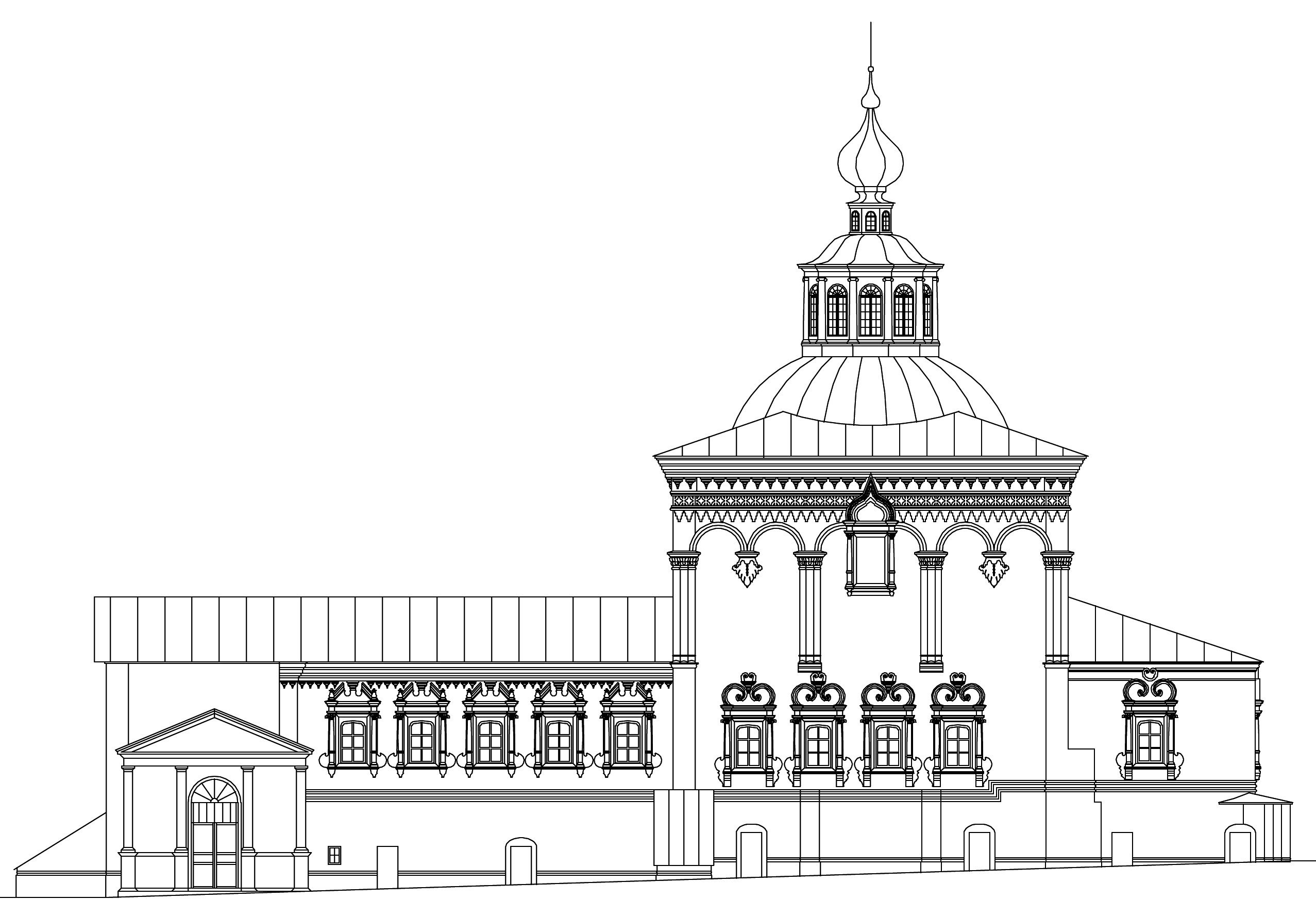
Чертёж Крестовоздвиженского собора. Первоначальный вид. Векторная графика PDF